# 弦楽四重奏曲第13番 (ドヴォルザーク)
《弦楽四重奏曲 第13番 ト長調》Op. 106（B. 192）は、アントニン・ドヴォルザークが1895年の11月から12月9日にかけて完成させた弦楽四重奏曲である。
ドヴォルザークにとって波瀾万丈の1年間の最後を飾る1曲である。同年は、ドヴォルザークとその家族がアメリカ合衆国からボヘミアへ帰還を果たした年であり、義姉が亡くなった年でもあった。
本作よりも先に《第14番 変イ長調》に着手していたにもかかわらず、《第14番》の完成が年末まで手間取ったために、《第13番》が作品106、《第14番》が作品105というふうに番号付けがされることになった。
次の4楽章から成り、全曲を通して演奏するのに35分から40分程度を要する。
1. アレグロ・モデラート （ト長調、2/4拍子）ソナタ形式
2. アダージョ・マ・ノン・トロッポ （変ホ長調 ― 変ホ短調、3/8拍子）二重変奏曲(主題と3つの変奏とコーダ)
3. モルト・ヴィヴァーチェ （3/4拍子）ロンド形式(A-B-A-C-A)
スケルツォというよりはむしろ典型的なロンドであり、ロ短調のロンド主部が、変イ長調のエピソードやニ長調のトリオと交替する）
4. 「終楽章」。アンダンテ・ソステヌート（4/4拍子） – アレグロ・コン・フォーコ（2/4拍子）自由なロンド形式(序奏-A-B-A-序奏-C(第1楽章第2主題)-A-C-A-コーダ)
アンダンテの序奏は、アレグロの主部を導入するだけでなく、楽章の終わりにも割り込む。